# Grazia Zafferani
Grazia Zafferani (ur. 31 grudnia 1972 w San Marino) – sanmaryńska polityk i przedsiębiorca, od 1 kwietnia 2020 kapitan regent San Marino wraz z Alessandro Mancinim.

## Życiorys
Prowadziła przedsiębiorstwo, zajmując się sprzedażą ubrań, później pracowała w handlu. Od 2009 do 2013 kierowała stowarzyszeniem Pro Bimbi, zajmującym się m.in. pomocą dzieciom. W 2012 należała do założycieli partii Movimento Civico R.E.T.E., została jego pierwszym prezesem. W 2012, 2016 i 2019 wybierana do Wielkiej Rady Generalnej. 18 marca 2020 wybrany została wybrana jednym z dwóch kapitanów regentów San Marino na półroczną kadencję rozpoczynającą się z dniem 1 kwietnia.
Mężatka, ma cztery córki. Jest wnuczką Luigiego Zafferaniego (kapitana regenta w 1947) i Rossano Zafferaniego (pełniącego tę funkcję od 1986 do 1987).